# Alfa Corse
Pour les articles homonymes, voir Alfa Romeo.
L'Alfa Corse est l'écurie chargée de l'engagement en compétition des voitures de la marque italienne Alfa Romeo fondée par Nicola Romeo qui s'est impliquée en Grand Prix après la Première Guerre mondiale, dans le championnat du monde de Formule 1, le championnat du monde des voitures de sport jusqu'en 1957, puis dans le Supertourisme et le DTM à partir de 1992.

## Historique

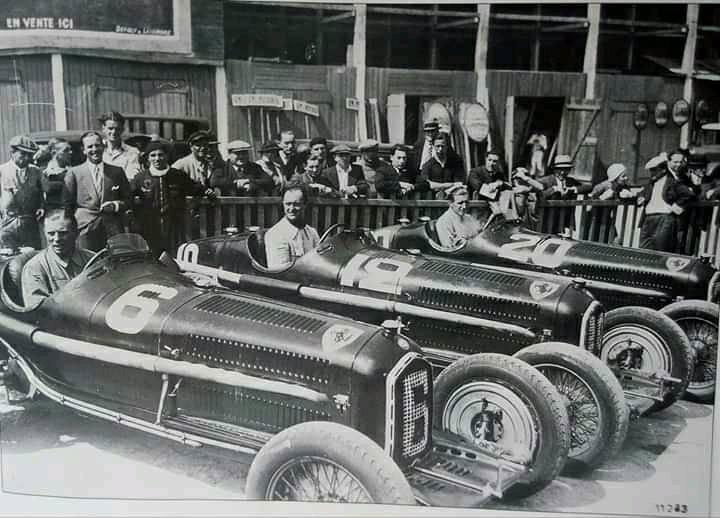
Varzi, Chiron et Trossi au Grand Prix de l'ACF 1934.

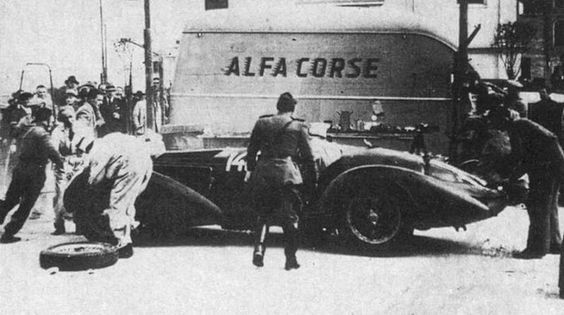
Alfa Corse au Mille Miglia 1938.

Une des premières victoires majeures d'Alfa Romeo en Grand Prix est obtenue en 1920 lors de l'épreuve du Circuit du Mugello. En 1924, la marque milanaise remporte les deux grandes épreuves européennes, le Grand Prix de l'ACF et Grand Prix d'Italie. L'année suivante grâce à Antonio Ascari, vainqueur à Spa-Francorchamps, et à Gastone Brilli-Peri, vainqueur à Monza, Alfa Romeo remporte le premier championnat du monde de l'histoire.
L'écurie Alfa Corse est officiellement formée au début de l'année 1938. Le régime fasciste souhaite mettre Alfa Romeo et la Scuderia Ferrari (qui est, depuis une dizaine d'années, l'écurie officielle du manufacturier en compétition) au service de sa politique étrangère. L'objectif est de concurrencer Mercedes-Benz et Auto-Union qui profitent de l'appui du régime nazi. De là naissent des désaccords entre Enzo Ferrari et les dirigeants d'Alfa Romeo qui interdisent, à titre de clause de non-concurrence, Enzo Ferrari de fabriquer des voitures sous le nom commercial Scuderia Ferrari durant quatre ans. En 1939, Enzo Ferrari quitte définitivement Alfa Romeo et fonde l'Auto Avio Costruzioni.
La première victoire emblématique de l'écurie Alfa Corse est obtenue lors des Mille Miglia 1938 que les pilotes Clemente Biondetti et Aldo Stefani remportent sur une Alfa Romeo 8C 2900. En Grand Prix en revanche, lors des dernières années d'avant-guerre 1938 et 1939, Alfa Corse est incapable de vaincre les Flèches d'Argent.
À la fin de l'année 1951, la direction d'Alfa Romeo s'oppose à l'engagement officiel de ses voitures en compétition, entraînant la fermeture de la branche sportive de la marque.
En 1966, sous l'impulsion de Carlo Chiti, Alfa Romeo annonce son retour à la compétition en rachetant Autodelta qui devient la base du nouveau Reparto Corse Alfa Romeo (Département de Course d'Alfa Romeo).
Alfa Romeo est rachetée par le groupe Fiat en 1986 et, en 1987, Giorgio Pianta quitte la direction d’Abarth pour redémarrer Alfa Corse. Après l’échec du projet de l'Alfa Romeo 164 Procar avec Brabham et le passage au Championnat du monde des voitures de sport, Alfa Corse décide de revenir aux courses de voitures de tourisme, à commencer par le Championnat d'Italie de Supertourisme en 1992 avec la 155 GTA. En 1993, Alfa Corse entre dans le DTM avec la 155 TI à moteur V6 et crée un modèle Supertourisme qui gagnera le Supertourisme italien, le BTCC et le championnat espagnol de voitures de tourisme.
Alfa Romeo se retire du DTM (rebaptisé "International Touring Car Championship") à la fin de 1996, et Pianta est remplacé par Francesco Galletto. Lorsque l'Alfa Romeo 156 a remplacé la 155, l'Alfa Romeo 156 GTA a été développée pour les réglementations Supertourisme et Superproduction puis Super 2000 utilisées dans le championnat européen de voitures de tourisme.
Au début des années 2000, l'écurie fusionne avec la Nordauto Squadra Corse, l'écurie chargée des activités sportives mondiales du Groupe Fiat, qui devient N.Technology en 2001.

## Résultats en championnat du monde de Formule 1
| Saison | Écurie                   | Châssis                                         | Moteur                | Pneus    | Pilotes | Grands Prix disputés | Points inscrits | Classement |
| ------ | ------------------------ | ----------------------------------------------- | --------------------- | -------- | --- | -------------------- | --------------- | ---------- |
| 1950   | Alfa Romeo SpA           | Alfa Romeo 158                                  | Alfa Romeo 8 en ligne | Pirelli  | Reg Parnell Luigi Fagioli Giuseppe Farina Piero Taruffi Consalvo Sanesi Juan Manuel Fangio                         | 6                    | -               | -          |
| 1951   | Alfa Romeo SpA           | Alfa Romeo 159                                  | Alfa Romeo 8 en ligne | Pirelli  | Paul Pietsch Luigi Fagioli Giuseppe Farina Felice Bonetto Consalvo Sanesi Juan Manuel Fangio "Toulo"de Graffenried | 7                    | -               | -          |
| 1979   | Autodelta                | Alfa Romeo 177 Alfa Romeo 179                   | Alfa Romeo V12        | Goodyear | Vittorio Brambilla Bruno Giacomelli                                                                                | 5                    | 0               | Non classé |
| 1980   | Marlboro Team Alfa Romeo | Alfa Romeo 179                                  | Alfa Romeo V12        | Goodyear | Vittorio Brambilla Bruno Giacomelli Andrea De Cesaris Patrick Depailler                                            | 14                   | 4               | 11e        |
| 1981   | Marlboro Team Alfa Romeo | Alfa Romeo 179B Alfa Romeo 179C Alfa Romeo 179D | Alfa Romeo V12        | Michelin | Bruno Giacomelli Mario Andretti                                                                                    | 15                   | 10              | 8e         |
| 1982   | Marlboro Team Alfa Romeo | Alfa Romeo 179D Alfa Romeo 182T                 | Alfa Romeo V12        | Michelin | Bruno Giacomelli Andrea De Cesaris                                                                                 | 16                   | 7               | 10e        |
| 1983   | Marlboro Team Alfa Romeo | Alfa Romeo 183T                                 | Alfa Romeo V8 turbo   | Michelin | Mauro Baldi Andrea De Cesaris                                                                                      | 15                   | 18              | 6e         |
| 1984   | Benetton Team Alfa Romeo | Alfa Romeo 184T                                 | Alfa Romeo V8 turbo   | Goodyear | Riccardo Patrese Eddie Cheever                                                                                     | 16                   | 11              | 8e         |
| 1985   | Benetton Team Alfa Romeo | Alfa Romeo 184T Alfa Romeo 185T                 | Alfa Romeo V8 turbo   | Goodyear | Riccardo Patrese Eddie Cheever                                                                                     | 16                   | 0               | Non classé |

| Saison | Écurie       | Châssis           | Moteur     | Pneus     | Pilotes      | Grands Prix disputés    |
| ------ | ------------ | ----------------- | ---------- | --------- | ------------ | ----------------------- |
| 1950   | Johnny Mauro | Alfa Romeo 8C-308 | Alfa Romeo | Firestone | Johnny Mauro | 0 (1 non-qualification) |

## Résultats en championnat du monde des voitures de sport
| Saison | Écurie         | Châssis           | Moteur     | Pneus   | Pilotes                                                        | Courses disputées | Points inscrits | Classement |
| ------ | -------------- | ----------------- | ---------- | ------- | -------------------------------------------------------------- | ----------------- | --------------- | ---------- |
| 1953   | SpA Alfa Romeo | Alfa Romeo 6C3000 | Alfa Romeo | Pirelli | Juan Manuel Fangio Giulio Scala Onofre Marimón Consalvo Sanesi | 3                 | 6               | 6e         |

## Résultats en championnat d'Europe des pilotes
| Saison | Écurie     | Châssis                                 | Moteur                                | Pilotes                                                              | Grands Prix disputés | Victoires | Podium |
| ------ | ---------- | --------------------------------------- | ------------------------------------- | -------------------------------------------------------------------- | -------------------- | --------- | ------ |
| 1937   | Alfa Corse | Alfa Romeo 12C-37                       | Alfa Romeo 4.5 V12                    | Giovanbattista Guidotti                                              | 1                    | 0         | 0      |
| 1938   | Alfa Corse | Alfa Romeo Tipo 312 Alfa Romeo Tipo 316 | Alfa Romeo 3.0 V12 Alfa Romeo 3.0 V16 | Giuseppe Farina Clemente Biondetti Jean-Pierre Wimille Piero Taruffi | 3                    | 0         | 1      |
| 1939   | Alfa Corse | Alfa Romeo 158                          | Alfa Romeo 1.5 L8                     | Giuseppe Farina Clemente Biondetti                                   | 1                    | 0         | 0      |